# U.S. Route 20
U.S. Route 20 (också kallad U.S. Highway 20 eller med förkortningen  US 20) är en amerikansk landsväg. Den går ifrån Newport i väster till Boston i öster och är den längsta vägen i USA med en längd av 5 415 km.

## Större städer
- Corvallis, Oregon
- Bend, Oregon
- Boise, Idaho
- Idaho Falls, Idaho
- Casper, Wyoming
- Waterloo, Iowa
- Sioux City, Iowa
- Fort Dodge, Iowa
- Dubuque, Iowa
- Rockford, Illinois
- Elgin, Illinois
- Chicago, Illinois
- Gary, Indiana
- South Bend, Indiana
- Toledo, Ohio
- Cleveland, Ohio
- Erie, Pennsylvania
- Buffalo, New York
- Syracuse, New York
- Albany, New York
- Pittsfield, Massachusetts
- Springfield, Massachusetts
- Worcester, Massachusetts
- Boston, Massachusetts